# Gagea reverchonii
Gagea reverchonii är en liljeväxtart som beskrevs av Árpád von Degen. Gagea reverchonii ingår i Vårlökssläktet och i familjen liljeväxter. Inga underarter finns listade.